# Prosiek
Prosiek (Hongaars: Prószék) is een Slowaakse gemeente in de regio Žilina, en maakt deel uit van het district Liptovský Mikuláš.
Prosiek telt 159 inwoners.